# Шанкуртуа, Александр Эмиль
Александр Эмиль Бегье де Шанкуртуа (фр. Alexandre-Émile Béguyer de Chancourtois) (20 января 1820, Париж — 14 ноября 1886, Париж) — французский геолог и химик.

## Биография
После окончания в 1838 году парижской высшей Политехнической школы продолжил образование в высшей Горной школе. Закончив её, Шанкуртуа в 1840 году предпринял длительное путешествие с целью геологического описания Венгрии, Армении и Турции. С 1848 года преподавал в высшей Горной школе, с 1852 года — профессор геологии. В 1856 году некоторое время исполнял функции главы администрации принца Жозефа Наполеона (кузена Наполеона III).
В 1875 году Шанкуртуа стал Генеральным смотрителем горного дела Франции. В этом качестве предпринял ряд мер для обеспечения взрывобезопасности в шахтах. По его инициативе во Франции началось устройство сейсмических станций.
Кавалер (1856) и командор (1867) ордена Почетного легиона.

## «Земная спираль» Шанкуртуа

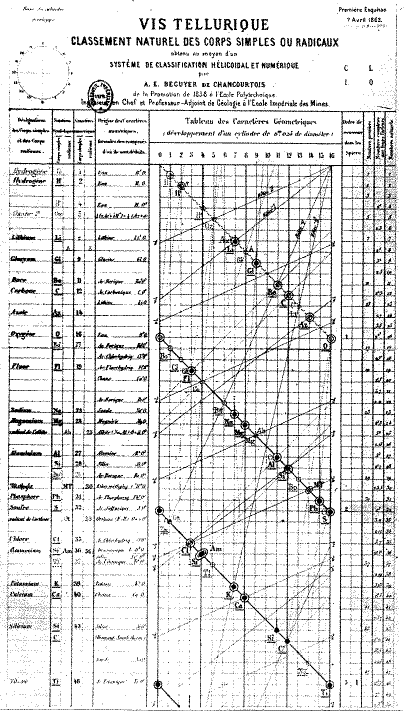
«Земная спираль» Шанкуртуа

Как химик Шанкуртуа известен тем, что в 1862 году предложил систематизацию химических элементов, основанную на закономерном изменении атомных масс — т. н. «земную спираль» (vis tellurique) или «цилиндр Бегуйе». Систематизация Шанкуртуа представляла собой развитие дифференциальных систем Жана Дюма и Макса фон Петтенкофера, пытавшихся найти у элементов соотношения, подобные тем, что обнаруживаются в гомологических рядах органических соединений, и отметивших, что атомные веса некоторых элементов отличаются друг от друга на величину, кратную восьми.
Шанкуртуа нанёс на боковую поверхность цилиндра, размеченную на 16 частей, линию под углом 45°, на которой поместил точки, соответствующие атомным массам элементов. Таким образом, элементы, атомные веса которых отличались на 16, или на число, кратное 16, располагались на одной вертикальной линии. После развертывания этого цилиндра оказалось, что на вертикальных линиях, параллельных оси цилиндра, находятся химические элементы со сходными химическими свойствами. Так на одну вертикаль попадали Li (литий), Na (натрий), K (калий); а также Be (берилий), Mg (магний), Ca (кальций). O (кислород), S (сера), Te (теллур). Недостатком спирали Шанкуртуа было то, что в вертикальную группу химических элементов попадали не имеющие ничего сходного с ними химические элементы. Так в группу щелочных металлов, попадал Mn (марганец). А в группу O (кислорода) и C (серы), попадал Ti (титан). 
Систематизация Шанкуртуа явилась существенным шагом вперёд по сравнению с существовавшими тогда системами, однако его работа поначалу осталась практически незамеченной; интерес к ней возник только после открытия Д. И. Менделеевым периодического закона. Претензии Шанкуртуа на приоритет открытия закона трудно считать обоснованными, однако нельзя не признать, что Шанкуртуа был одним из первых учёных, отметивших периодичность свойств элементов; его винтовой график действительно фиксирует закономерные отношения между атомными массами элементов.